# Слышкин, Афанасий Никитович
Афанасий Никитович Слышкин (25 декабря 1893, хутор Глушицкий, станица Етеревская, Усть-Медведицкий округ, область Войска Донского — 8 декабря 1969, Киев) — советский военный деятель, генерал-майор (1942 год).

## Начальная биография
Родился 25 декабря 1893 года в хуторе Глушицком Етеревской станицы Усть-Медведицкого округа области Войска Донского (ныне Михайловского района Волгоградской области).

## Военная служба

### Первая мировая и гражданская войны
В декабре 1914 года был призван в ряды Русской императорской армии. Воевал на Юго-Западном фронте в составе 1-й сотни Донского 15-го казачьего полка в чине рядовой казак, а с октября 1916 года — в чине урядника. Участвовал в боях в Галиции, Буковине и Румынии. В октябре–декабре 1917 года полк совершил отход с фронта на Дон через Пирятин, Екатеринослав и Харьков.
В декабре 1917 года вступил в отряд Красной гвардии, где командовал дивизионом в составе Етеревской и Краснянской сотен. В августе 1918 года на базе отряда в Саратовской губернии была развернута 23-я стрелковая дивизия, где Слышкин был назначен на должность командира кавалерийского дивизиона. Воевал на Южном фронте. В октябре был ранен и лечился в Камышинском госпитале, после выздоровления в ноябре направлен в 201-й стрелковый полк, где исполнял должности командира батальона и полка. В декабре 1919 года был ранен второй раз и лечился в полевом госпитале в станице Усть-Медведицкая. В феврале 1920 года был назначен на должность командира транспорта Управления по формированию транспортов 10-й армии для Западного фронта (станица Кавказская). В июне убыл в распоряжение штаба Западного фронта. Участвовал в советско-польской войне. В ноябре был назначен на должность командира транспорта 3-й армии в Витебске.

### Межвоенное время
В январе 1921 года был направлен на учёбу в Высшую объединённую школу в Смоленске, которая в сентябре 1922 года была переведена в Киев.
С ноября 1923 года служил во 2-й кавалерийской дивизии (Украинский военный округ), где исполнял должности помощника командира сотни 7-го кавалерийского полка, командира сотни и эскадрона, помощника командира по хозяйственной части 8-го кавалерийского полка.
В 1925 году закончил трёхмесячные пулемётные курсы комсостава в Харькове.
С ноября 1927 по август 1928 года проходил обучение на кавалерийских КУКС РККА в Новочеркасске, затем вернулся в 8-й кавалерийский полк на должность помощника командира полка по хозяйственной части. В апреле 1931 года был назначен на должность начальника военно-хозяйственной службы 2-й кавалерийской дивизии. В мае 1932 года был переведён в 1-ю кавалерийскую дивизию, дислоцированную в Проскурове, где вскоре был назначен на должности командира и комиссара 1-го Краснознаменного кавалерийского полка, в июле 1937 года – на должность помощника командира 26-й кавалерийской дивизии Киевского военного округа.
С мая 1938 года работал на должности начальника 121-го военно-строительного участка Киевского военного округа, затем – 126-го военно-строительного участка Одесского военного округа, с апреля 1940 года – на должности начальника Одесского окружного военно-строительного управления, а в апреле 1941 года был назначен на должность заместителя командира 218-й моторизированной дивизии Одесского военного округа.

### Великая Отечественная война
Начало Великой Отечественной войны встретил в той же должности. Дивизия принимала участие в приграничном сражении, обороняясь на восточном берегу Прута и северо-западнее Кишинёва. Дивизия прикрывала плацдармы сначала на нижнем течении Днестра, затем на Южном Буге в районе Николаева и на Днепре севернее от Каховки до устья.
В октябре 1941 года был назначен на должность командира 15-й стрелковой дивизии, отличившейся в Донбасской, Ростовской оборонительных, Ростовской и Барвенково-Лозовской наступательных операциях. С февраля 1942 года дивизия вела оборону. С января 1943 года дивизия принимала участие в Воронежско-Касторненской наступательной операции. За умелое руководство, смелость и решительность в действиях и проявленные при этом доблесть и мужество Слышкин был награждён орденом Красной Звезды.
25 июня 1943 года был назначен на должность командира 29-го стрелкового корпуса, участвовавшего в Черниговско-Припятской, Гомельско-Речицкой наступательных операциях и освобождении городов Щорс, Гомель. За проявленные мужество и стойкость, умелое командование частями корпуса, особенно при форсировании рек Днепр, Сож, Припять, был награждён орденом Суворова 2 степени.
В ноябре 1943 года был назначен на должность заместителя командующего 48-й армией, в мае 1944 года – на должность заместителя командующего 1-й гвардейской танковой армией. Принимал участие в Львовско-Сандомирской, Восточно-Карпатской и Пражской операциях.

### Послевоенная карьера
После войны продолжил службу на должности заместителя командующего войсками 1-й гвардейской танковой армии, преобразованной в июле 1946 года в 1-ю гвардейскую механизированную армию и находившейся в составе Группы советских войск в Германии.
В 1946 году закончил Военно-академические курсы при Высшей военной академии имени К. Е. Ворошилова.
В январе 1951 года был назначен на должность начальника военной кафедры Архангельского лесотехнического института, а в августе 1952 года – на должность начальника военной кафедры Киевского ветеринарного института.
В январе 1956 года вышел в запас в звании генерал-майора. Умер 8 декабря 1969 года в Киеве, похоронен на киевском городском кладбище.

## Награды
- Орден Ленина;
- Три ордена Красного Знамени;
- Орден Суворова 2 степени;
- Орден Кутузова 2 степени;
- Орден Отечественной войны 1 степени;
- Орден Красной Звезды;
- Медали[1].